# Ti-6Al-4V
Ti-6Al-4V (oft Ti64) ist eine hochfeste Titanlegierung und besteht aus Titan, 6 Massenprozent Aluminium und 4 % Vanadium. Die Legierung ist die mit Abstand am häufigsten verwendete Titanlegierung und zeichnet sich durch hohe Festigkeit sowie durch gute Beständigkeit gegen Korrosion aus.
Die Werkstoffbezeichnung nach ASTM ist Titan Grade 5, dies ist auch die meist verwendete Bezeichnung für diesen Werkstoff. Die DIN Nr. ist 3.7165.

## Geschichte
Rem-Cru Titanium (ein Zusammenschluss von Crucible Steel in Pittsburgh und Remington Arms) meldete am 31. Dezember 1954 ein Patent für einen sehr großen Bereich von Titanlegierungen an, welche auch Ti-6Al-4V einschlossen und dem am 10. Juli 1956 zugestimmt wurde. Dafür hatte das Battelle Memorial Institute im Auftrag von Rem-Cru unter der Leitung des Metallurgen Robert Jaffee hunderte von Materialproben mit verschiedenen Zusammensetzungen hergestellt, ohne jedoch deren genauen Eigenschaften zu bestimmen. Einige Firmen versuchten dieses Patent anzufechten, darunter die Harvey Aluminum Company deren Forscher Harold Kessler die Legierung Ti-6Al-4V genauer erforscht hatte. Da die Tagebuchaufzeichnungen bewiesen, dass Jaffee eine ähnliche Legierung genau einen Tag vor Kessler hergestellt, wurde die Anfechtung abgewiesen. Auch Stanley Abkowitz vom Watertown Arsenal erforschte zu dieser Zeit Titanlegierungen und hielt 6 % Aluminium für das Optimum. Rudy Thielemann, der Chefmetallurge von Pratt & Whitney, war begeistert von dem Material und setzte seinen Einsatz im in Entwicklung begriffenen Triebwerk Pratt & Whitney J57 für die Lockheed U-2 durch. Auch heute ist die Verbindung von grundlegender Bedeutung.

## Verwendung

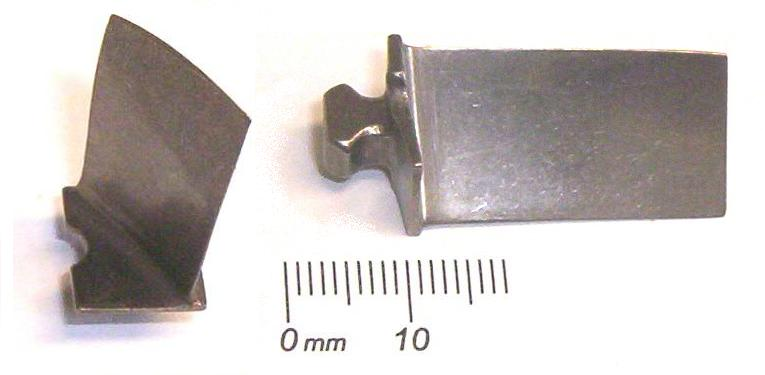
Titan-Verdichterschaufeln eines Strahltriebwerkes

Die Legierung wird in vielen Branchen aufgrund ihrer spezifischen Eigenschaften verwendet. So werden Verdichterschaufeln, Gehäuse und Schrauben für Triebwerke aus ihr hergestellt. In der Automobilindustrie findet die Legierung bei der Herstellung von Ventilen oder Pleueln ihren Platz.
In der Medizintechnik werden Behälter oder Implantate aus dieser Legierung hauptsächlich aufgrund ihrer sehr guten Biokompatibilität eingesetzt.

## Chemische Zusammensetzung
| Anteil | Ti               | Al   | V   | Fe  | O   | C    | N    | H     |
| ------ | ---------------- | ---- | --- | --- | --- | ---- | ---- | ----- |
| Min.   | Hauptbestandteil | 5,5  | 3,5 | –   | –   | –    | –    | –     |
| Max.   | Hauptbestandteil | 6,75 | 4,5 | 0,4 | 0,2 | 0,08 | 0,05 | 0,015 |

Für viele Anwendungsbereiche gibt es engere Spezifikationen, die in entsprechenden Normen festgelegt sind. Die Materialien liegen dabei jedoch immer innerhalb obiger Anteilsbereiche der Ti64-Materialgruppe.

## Mechanische Eigenschaften
Mechanische Eigenschaften für Ti-6Al-4V.
| Name      | Härte [HV] | E-Modul [GPa] | Zugfestigkeit [MPa] | Bruchdehnung [%] |
| --------- | ---------- | ------------- | ------------------- | ---------------- |
| Ti-6Al-4V | 300–400    | 110–140       | 900–1200            | 13–16            |

Mechanische Eigenschaften für Stangen, Platten und Bleche bei 20 °C.
|                          | 0,2% Dehngrenze [N/mm²] | Zugfestigkeit [N/mm²] | Bruchdehnung A5 [%] | Härte [HB30] |
| ------------------------ | ----------------------- | --------------------- | ------------------- | ------------ |
| Stangen/ Platten /Bleche | ≥ 830                   | ≥ 900                 | ≥ 6                 | ≤310         |

## Gefüge

Schliffbild eines Gefüges (globular) bei 1000-facher Vergrößerung. Die alpha-Phase ist hell, die beta-Phase dunkel

Die Legierung liegt als zweiphasiges Gefüge vor (α+β). Aluminium stabilisiert die hexagonal angeordnete α-Phase und Vanadium die kubisch raumzentrierte β-Phase. Durch einfaches Abkühlen bildet sich ein lamellares (schichtweises) Gefüge, welches sich durch einen Rekristallisationsprozess in ein globulares (körniges) Gefüge umwandeln kann. Dabei kann die Struktur über 90 % von der α-Phase aufweisen, welche im Schliff hell erscheint. Die unterschiedlichen Gefüge haben dabei einen großen Einfluss auf die mechanischen Eigenschaften des Werkstoffs.

## Verwendete Normen
Folgende Normen gelten in der Luft- und Raumfahrt für den Werkstoff Ti-6Al-4V:
- DIN EN 3310: Schmiedevormaterial für geglühte Schmiedestücke
- DIN EN 3311: Stangen zum Zerspanen
- DIN EN 3312: Geglühte Schmiedestücke
- DIN EN 3354: Bleche für superplastisches Umformen
- DIN EN 3456: Warmgewalzte Bleche und Bänder
- DIN EN 3464: Geglühte Platten zwischen 6 mm und 100 mm Dicke
- DIN EN 3813: Verbindungselemente aus Stangen und Drähte zum Warmstauchschmieden